# 焦亚陶罗
焦亚陶罗（義大利語：Gioia Tauro），是意大利雷焦卡拉布里亚省的一个市镇。总面积38.99平方公里，人口18499人，人口密度474.5人/平方公里（2012年）。ISTAT代码为080038。

## 历史
焦亚陶罗由古希腊人建立，原名大希腊梅塔鲁斯 (Magna Graecia Metauros)。
1975年开始建设大型现代港口。

## 经济
焦亚陶罗港2023年是欧洲第八大港口，可停泊大型船只。但港口的进一步发展似乎与墨西拿海峽大橋相龃龉。